# メアリー・エミリー・イートン
メアリー・エミリー・イートン（Mary Emily Eaton、1873年11月27日 - 1961年8月4日）はイギリス生まれの植物画家である。ニューヨーク植物園のナサニエル・ロード・ブリトンとジョセフ・ネルソン・ローズの共著の図鑑『サボテン』（The Cactaceae:4巻:1919–1923）の図版を描いたことなどで知られる。

## 略歴
グロスターシャー州のコールフォードで生まれた。ロンドンのプライベートスクールを卒業した後、タウトン美術学校、ロイヤル・カレッジ・オブ・アート、チェルシー・ポリテクニックなどで絵画を学んだ。イギリスの陶磁器メーカー、ロイヤルウースターでしばらく働いた後、1909年にジャマイカの親類を訪れ、2年ほどジャマイカに留まり、蝶などの細密画を描いた。
1921年にニューヨークに渡り、ニューヨーク植物園に雇われ、植物園の雑誌、Addisoniaの挿絵画家を務め、掲載された800あまりの図版の75パーセント以上を描いた。ナショナルジオグラフィックマガジンにも作品が掲載され、高く評価された。1922年と1950年に王立園芸協会から、花に関する優れた作品(絵画、写真、花壇など)に贈られる、グリーンフェル・メダル（Grenfell Medal）を受賞した。
1932年に、恐慌による経済悪化で植物園での職を失いアメリカで仕事を得るのに苦労した。1947年にイギリスに戻り、1961年にサマセット州コシングトンで死亡した。作品の多くはロンドン自然史博物館や ハント研究所（ Hunt Institute for Botanical Documentation）に保存されている。600点余りの水彩画はナショナルジオグラフィック協会、ニューヨーク植物園、スミソニアン研究所の常設コレクションの一部となっている。

## イートンの植物画

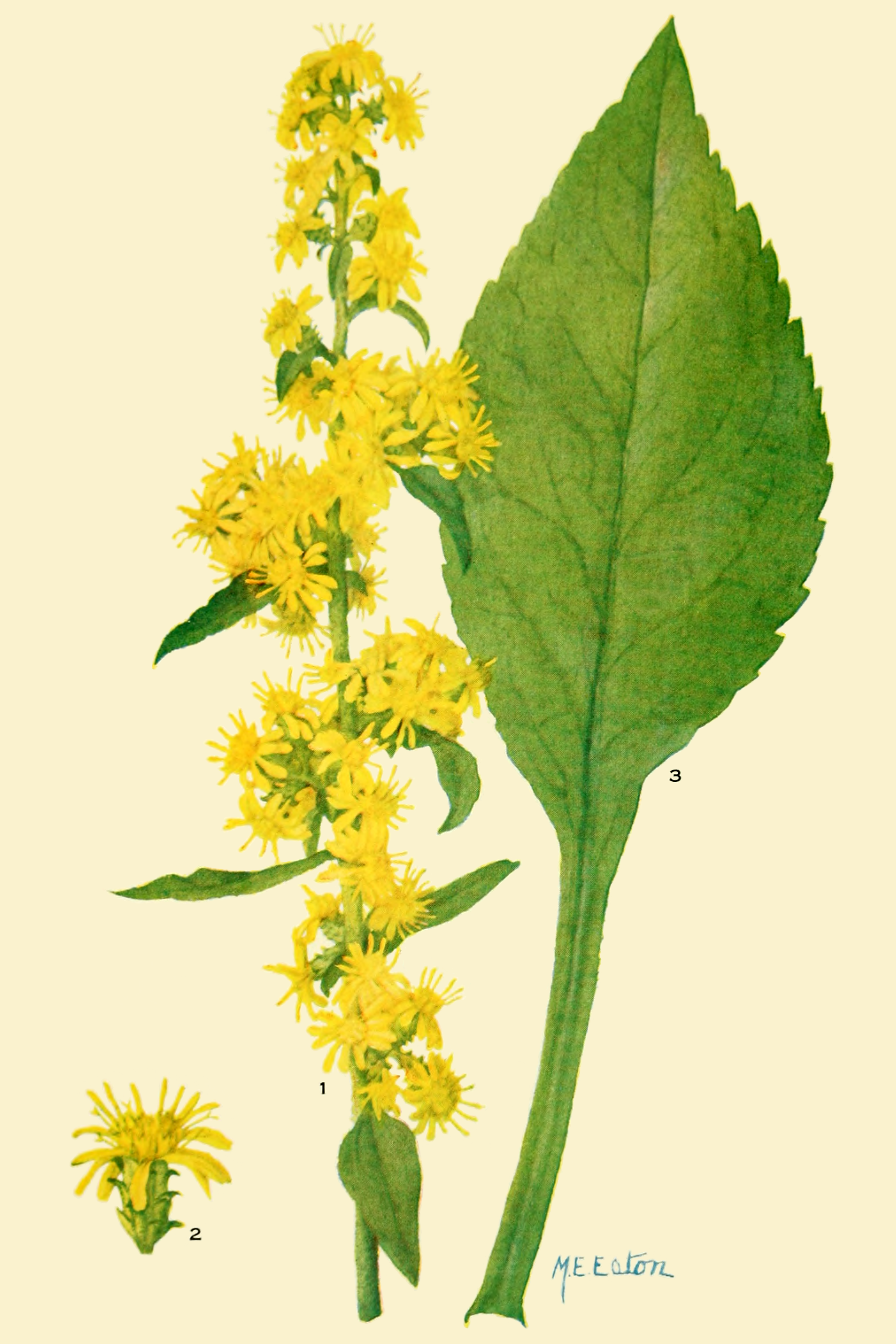
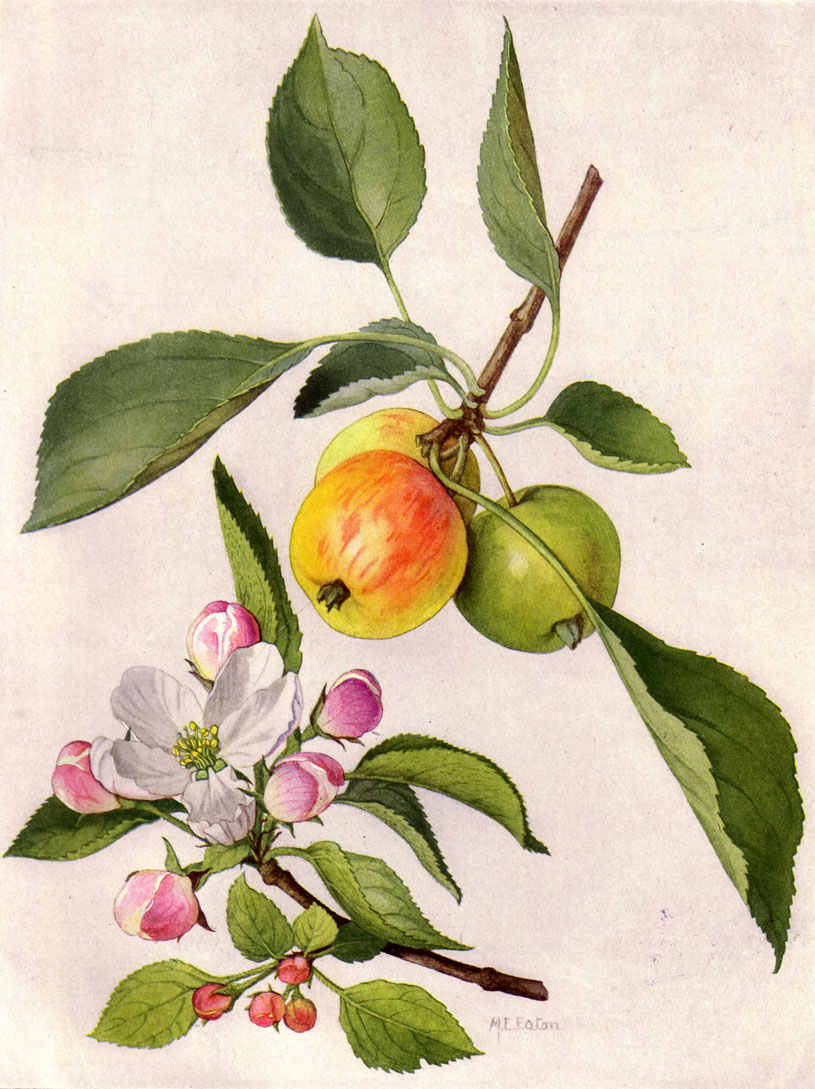
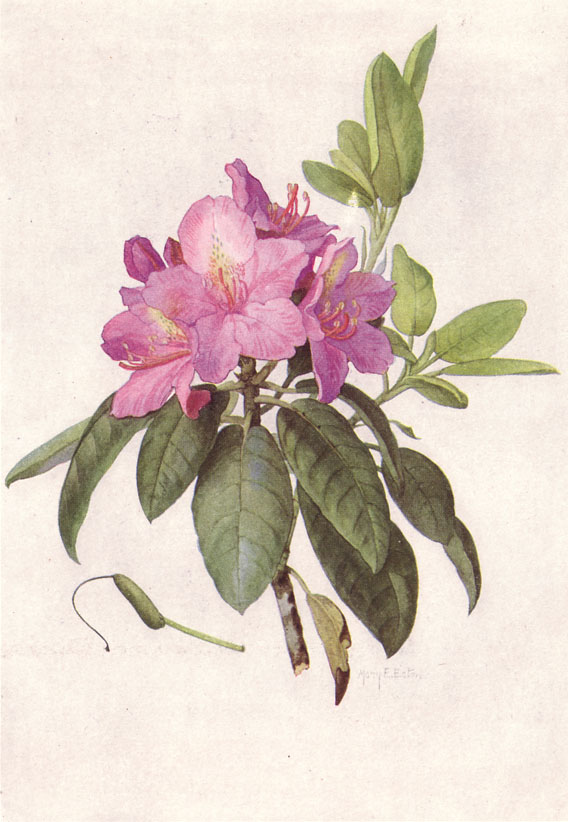
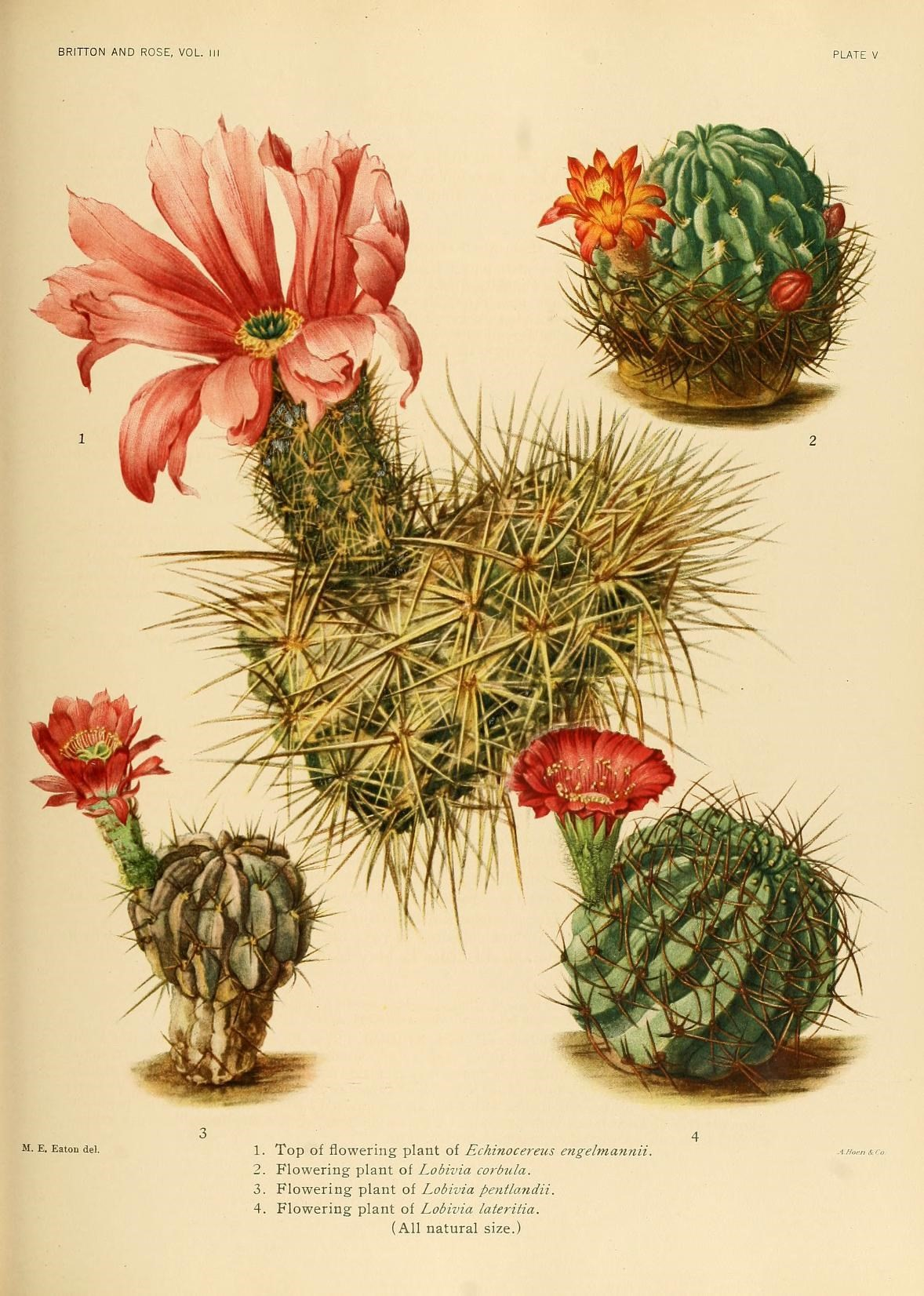
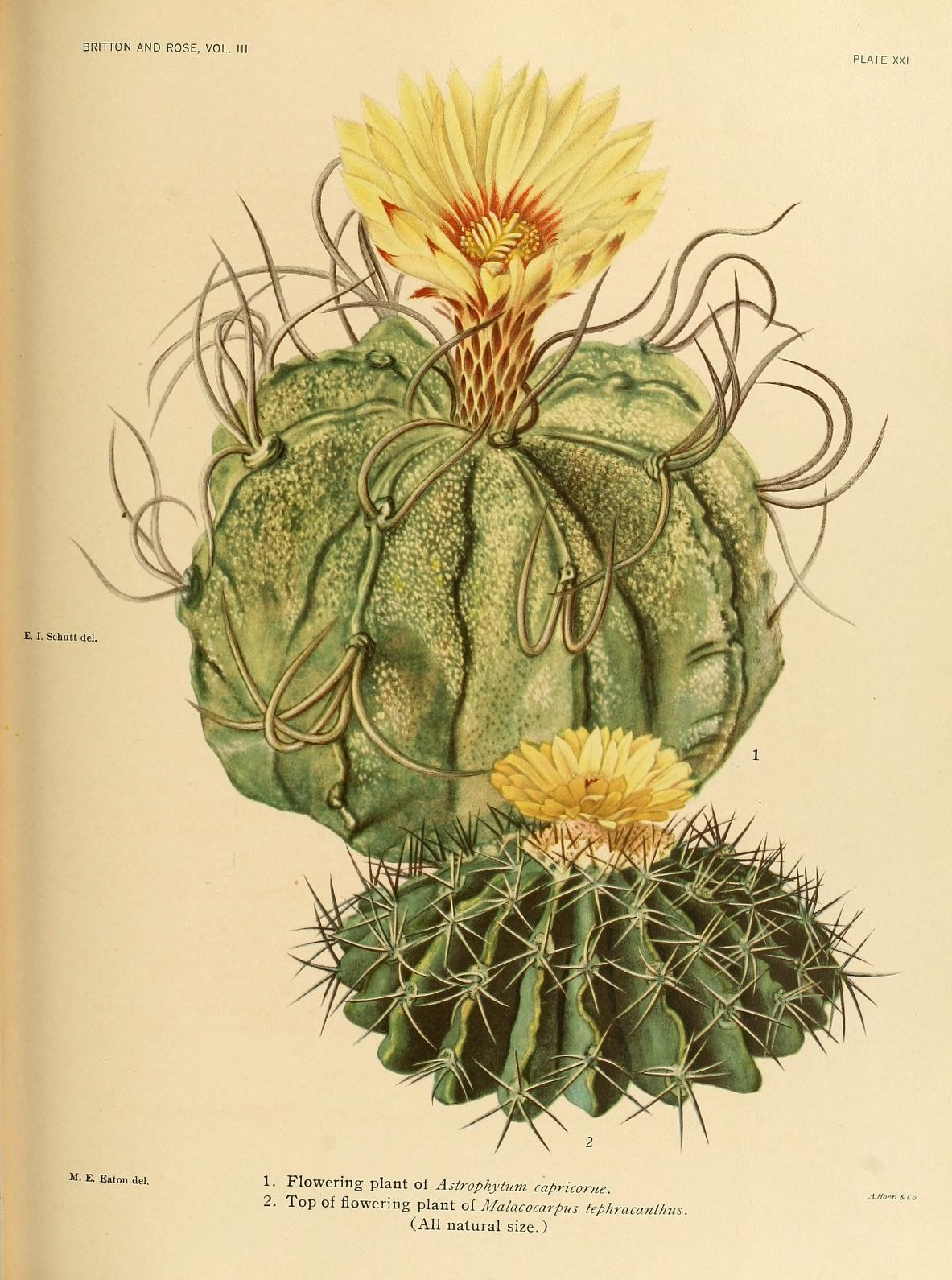